# Pieter Helenus Wigbold Floris Tellegen
Pieter Helenus Wigbold Floris Tellegen (Groningen, 22 maart 1895 − Terneuzen, 13 april 1977) was een Nederlands burgemeester.

## Biografie
Tellegen was een telg uit het in het Nederland's Patriciaat opgenomen geslacht Tellegen en een zoon van rechtbankpresident mr. Antonius Otto Hermannus Tellegen (1856-1920) en Aurelia Georgine Tetrode (1857-1931), en een kleinzoon van prof. mr. Bernardus Tellegen (1823-1885); hij werd vernoemd naar de ouders van zijn moeder, Pieter Tetrode (1819-1901) en Helena Wigboldina Florentina van Hasselt (1823-1903). Hij studeerde rechten en was daarna substituut-officier van Justitie in Nederlands-Indië. In 1936 werd hij benoemd tot burgemeester van Terneuzen. In de oorlogsjaren werd dat enige tijd onderbroken om direct na de bevrijding te worden hersteld in zijn ambt. In 1960 ging hij met pensioen. Hij was ereburger van Terneuzen en Officier in de Orde van Oranje-Nassau.
Hij trouwde een eerste maal met Veronica Boersma (1900-1954) en na haar overlijden in 1959 met J. de Boer. Uit het eerste huwelijk had hij een dochter en een zoon. Zijn broer mr. Bernardus Dominicus Hubertus Tellegen (1885-1964) was griffier van Provinciale Staten van Zeeland. Zijn zwager was kunstschilder Louis Cardinaals (1895-1948).
Mr. P.H.W.F. Tellegen overleed in 1977 op 81-jarige leeftijd.